# Teatro Sergio Secci
Il Teatro Sergio Secci è uno dei teatri pubblici della città di Terni, in Umbria, nonché attualmente l'unico in stato di utilizzo. Situato negli spazi del CAOS (Centro Arti Opificio Siri) nei pressi del centro storico cittadino, è stato intitolato alla memoria di una delle vittime della strage della Stazione di Bologna del 2 agosto 1980.

## Storia
Nel corso degli anni 2000, anche a causa della inadeguatezza delle strutture di Palazzo Gazzoli in cui era riposta la Pinacoteca della città, nasce a Terni l'idea di fare un centro che racchiuda le attività culturali della città. Viene così organizzato un progetto di recupero di archeologia industriale volto al restauro del vecchio stabilimento chimico della SIRI, una vecchia struttura di oltre 5600 metri quadri, in cui trova oggi spazio il CAOS - Centro Arti Opificio Siri, che vede al suo interno diverse strutture tra cui la Pinacoteca Comunale, il Museo D'arte Moderna e Contemporanea Aurelio De Felice, il Museo Archeologico ed un luogo di convivialità formato da bar e libreria ed una biblioteca. È all'interno di questa struttura che è dislocato il Teatro Sergio Secci con una capienza di 300 posti a sedere.
Il Teatro, che è stato inaugurato il 22 maggio 2010, fa oggi parte del circuito del Teatro Stabile dell'Umbria.

## Eventi
Il teatro ospita fin dalla sua fondazione alcuni eventi del Terni Festival, nonché la stagione di Prosa della città.